# Европско првенство у атлетици у дворани 1982 — бацање кугле за жене
Такмичење у бацању кугле у женској конкуренцији на 13. Европском првенству у атлетици у дворани 1982 одржано је 6. марта у Милану, Италија.
Титулу освојену у Греноблу 1981. није бранила Илона Слупјанек из Источне Немачке.

## Земље учеснице
Учествовалојо је 7 бацачица кугле из 6 земља.
1. Бугарска (1)
2. Грчка (1))
3. Западна Немачка (1)
4. Совјетски Савез (1)
5. Француска (2)
6. Чехословачка (1)

## Рекорди
Извор:
| Рекорди пре почетка Европског првенства у дворани 1982.     | Рекорди пре почетка Европског првенства у дворани 1982. | Рекорди пре почетка Европског првенства у дворани 1982. | Рекорди пре почетка Европског првенства у дворани 1982. | Рекорди пре почетка Европског првенства у дворани 1982. | Рекорди пре почетка Европског првенства у дворани 1982. |
| ----------------------------------------------------------- | ------------------------------------------------------- | ------------------------------------------------------- | ------------------------------------------------------- | ------------------------------------------------------- | ------------------------------------------------------- |
| Светски рекорд                                              | Хелена Фибингерова                                      | Чехословачка                                            | 22,50                                                   | Јаблонец, Чехословачка                                  | 19. фебруар 1977.                                       |
| Европски рекорд                                             | Хелена Фибингерова                                      | Чехословачка                                            | 22,50                                                   | Јаблонец, Чехословачка                                  | 19. фебруар 1977.                                       |
| Рекорди европских првенстава                                | Хелена Фибингерова                                      | Чехословачка                                            | 21,46                                                   | Сан Себастијан, Шпанија                                 | 13. март 1977.                                          |
| Рекорди после завршеног Европског првенства у дворани 1982. |                                                         |                                                         |                                                         |                                                         |                                                         |
| Нових рекорда није било.                                    |                                                         |                                                         |                                                         |                                                         |                                                         |

## Освајачи медаља
|                               | 15п                             |                                   |
| Вержинија Веселинова Бугарска | Хелена Фибингерова Чехословачка | Наталија Лисовска Совјетски Савез |

Вержинија Веселинова постала је друга бацачица кугле из Бугарске, која је освојила Европско првенство у дворани (после Иванке Христове 1976)

## Резултати

### Финале
Извор:
| Пласман | Атлетичарка          | Земља           | Резултат | Белешка |
| ------- | -------------------- | --------------- | -------- | ------- |
|         | Вержинија Веселинова | Бугарска        | 20,19    |         |
|         | Хелена Фибингерова   | Чехословачка    | 19,24    |         |
|         | Наталија Лисовска    | Совјетски Савез | 18,50    |         |
| 4.      | Султана Саруди       | Грчка           | 17.52    | ЛРд     |
| 5.      | Симон Креантор       | Француска       | 16,79    |         |
| 6.      | Леон Бартимо         | Француска       | 16,33    |         |
| 7.      | Бригит Печ           | Западна Немачка | 16,31    |         |

## Укупни биланс медаља у бацању кугле за жене после 13. Европског првенства у дворани 1970—1982.
|    | Земља                |    |    |    |    |
| -- | -------------------- | -- | -- | -- | -- |
| 1. | Чехословачка         | 5  | 3  | 0  | 8  |
| 2. | Совјетски Савез      | 3  | 3  | 3  | 9  |
| 3. | Источна Немачка      | 3  | 5  | 5  | 13 |
| 4. | Бугарска             | 2  | 0  | 1  | 3  |
| 5. | Западна Немачка      | 0  | 1  | 3  | 4  |
| 6. | Пољска               | 0  | 1  | 0  | 1  |
| 7. | Уједињено Краљевство | 0  | 0  | 1  | 1  |
|    | Укупно {7}           | 13 | 13 | 13 | 39 |

|    | Атлетичарка        | Земља           |   |   |   |   |
| -- | ------------------ | --------------- | - | - | - | - |
| 1. | Хелена Фибингерова | Чехословачка    | 5 | 3 | 0 | 8 |
| 2. | Надежда Чижова     | Совјетски Савез | 3 | 1 | 0 | 4 |
| 4. | Иилона Слупјанек   | Источна Немачка | 2 | 1 | 1 | 4 |
| 3. | Маријане Адам      | Источна Немачка | 1 | 1 | 2 | 4 |
| 5. | Иванка Христова    | Бугарска        | 1 | 0 | 1 | 2 |
| 6. | Антонина Иванова   | Совјетски Савез | 0 | 1 | 2 | 3 |
| 7. | Ева Вилмс          | Западна Немачка | 0 | 1 | 2 | 3 |